# Кипрский карликовый слон
Кипрский карликовый слон (Palaeoloxodon cypriotes) — вымерший вид слонов, родственный африканскому лесному слону.

## Описание
Считается, что кипрский карликовый слон произошёл от прямобивневых слонов. Этот слон населял Кипр и некоторые другие средиземноморские острова в плейстоцене. По оценкам масса карликового слона была всего 200 кг, что составляет лишь 2 % от массы его предшественников, достигавших 10 тонн. Коренные зубы карликового слона были также меньше, чем у его предков, но лишь в 2,5 раза. Достигали максимальной высоты в 1,40 м.
Среди факторов, которые привели к карликовости, — относительный дефицит пищи на небольших островах, высокая конкуренция и отсутствие хищников.
Кипрский карликовый слон существовал вплоть до 9000 года до н. э.

## Раскопки
Находки цельного или даже частично сохранившегося скелета этого слона крайне редки. Впервые останки кипрского слона были открыты Доротеей Бейт в пещерах Киринийских холмов в 1902 году и описаны в 1903 году в журнале Лондонского королевского общества, и позже в 1905 году.